# Carl Urquhart
Pour les articles homonymes, voir Urquhart.
Carl Urquhart est un ancien policier et un homme politique canadien, député progressiste-conservateur de York à l'Assemblée législative du Nouveau-Brunswick de 2006 à 2020.

## Biographie
Après avoir étudié à l'école secondaire de Fredericton, Carl Urquhart entre dans la Gendarmerie royale du Canada. Cinq ans plus tard, il entre au corps de police de Fredericton, où il travaille durant 28 ans.
Carl Urquhart est membre du Parti progressiste-conservateur du Nouveau-Brunswick. Il est élu à la 56e législature pour représenter la circonscription de York à l'Assemblée législative du Nouveau-Brunswick le 18 septembre 2003, lors de la 56e élection générale. Il est porte-parole de l'Opposition officielle en matière de sécurité publique, à l’Organisation des mesures d’urgence du Nouveau-Brunswick, à la Commission de police du Nouveau-Brunswick et au Village historique de Kings Landing. Il siège au Comité permanent des prévisions budgétaires, au Comité permanent de modification des lois et au Comité spécial de l’apprentissage continu.
Il est réélu à la 57e législature le 27 septembre 2010, lors de la 57e élection générale.
Il a été président de la Saint John River Salmon Anglers Association, vice-président de la New Brunswick Police Association, membre du conseil d’administration de la Atlantic Salmon Association et membre du conseil de la Fredericton Society of St. Andrews Pipe Band. Il a aussi été membre de la New Brunswick Wildlife Federation, du Fredericton Boys’ and Girls’ Club et de Scouts Canada. Ses passe-temps incluent la sculpture sur bois, la chasse et la pêche. Il réside à Kingsclear avec son épouse Beth.